# Iveco TurboTech
L'IVECO TurboTech est un camion de la gamme lourde du constructeur italien Iveco de Turin construit entre 1984 et 1993.
Il succède au très réputé Iveco 190 Turbo.
C'est le frère jumeau de l'IVECO TurboStar, réservé aux longs trajets internationaux. Le TurboTech reçoit une cabine identique mais avec un habitacle moins luxueux. Ce camion est destiné au transports nationaux et régionaux, il sera surtout utilisé en tracteur pour les citernes carburants. 

## Histoire
Les premiers exemplaires de l'IVECO 190 TurboTech ont été confiés à la presse spécialisée pour des essais sur route en été 1984.  
Lors de son lancement, le TurboTech était disponible avec plusieurs motorisations. Tous étaient équipés de moteurs Fiat V.I. turbocompressés, les 6 cylindres en ligne 8220-02 de 9 577 cm3 fabriqué à Trappes dans l'ancienne usine UNIC, le 8210-22S de 13 798 cm3 et le V8 8280-42 de 17 174 cm3.
Les nouveaux TurboTech pouvaient monter soit une boîte ZF ECOSPLIT à 16 rapports synchronisés soit une boîte FULLER à 13 rapports à enclenchement rapide soit une boîte traditionnelle Fiat. L'ABS était disponible en option. 
D'un point de vue technique, le TurboTech représentait l'évolution naturelle de la série 190.38 Turbo même si plus de 2 000 composants avaient été modifiés par rapport au modèle précédent. Une étude méticuleuse avait porté principalement sur la cabine et son confort d'utilisation. 
Les premiers essais ont débuté avec ceux du TurboStar en septembre 1982 : les premiers prototypes ont été testés sur le circuit de Iveco de Markbronn (ULM, Allemagne), d'autres en Finlande et d'autres sur l'ex piste Fiat de Nardo' à Lecce, dans le sud de l'Italie. Un soin particulier a été apporté par Iveco à la cabine de cette nouvelle série, par la refonte complète de sa conception et un traitement particulier des vibrations aux basses fréquences de la cabine et de la boîte de vitesses. Le châssis était connu puisqu'il dérivait directement de la précédente série 190. Des études rigoureuses dans la soufflerie du centre de recherches Fiat à Orbassano ont permis d'obtenir une cabine à l'aérodynamique exceptionnelle avec un CX de seulement 0,53. La position de conduite est celle caractéristique de tous les véhicules IVECO avec le siège conducteur très avancé sur le volant quasi horizontal. 
Avec le TurboTech, Iveco ouvre la voie à une nouvelle référence dans le domaine des transports lourds, en offrant une version moins onéreuse que le TurboStar aux transporteurs spécialisés dans les courtes et moyennes distances. 
Il faut souligner que bien que ce nouveau modèle ait été entièrement étudié et mis au point sous la bannière Iveco, lors de sa sortie, le TurboTech disposait toujours du logo Fiat sur la calandre, en bas à droite, comme si le constructeur voulait rappeler que c'était le digne héritier des mythiques Fiat 684 et Fiat 619 avec la cabine type H des années 70, en service dans le monde entier. 
En 1987, les puissances des moteurs ont subi une légère évolution, le 190-33 sera remplacé par le 190-36, équipé du même moteur Fiat-Iveco 6 cylindres en ligne de 13 798 cm3 avec une puissance portée à 360 ch, s'insérant bien dans la demande des transporteurs pour la gamme «moyenne» des flottes européennes. Plus tard, en 1990, sa puissance sera élevée à 377 ch, mais conservera l'appellation -36. 
La série TurboTech sera produite en Europe jusqu'en 1993 lorsqu'elle sera remplacée par la série EuroTech.

## Les différentes versions du TurboTech
| Modèle                                                                     | Années de production | Type moteur   | Cylindrée cm³ | Puissance ch DIN | Couple N m | Régime tr/min | PTC en tonnes              |
| -------------------------------------------------------------------------- | -------------------- | ------------- | ------------- | ---------------- | ---------- | ------------- | -------------------------- |
| Iveco 180-20 porteur 4x2 / (6x2 Italie)                                    | 1984 - 1993          | Fiat 8220.02  | 9.572         | 202              | 850        | 1350          | 18,0 - 24,0                |
| Iveco 190-20 TurboTech - Export France, Belgique et Pays Bas               | 1984 - 1993          | Fiat 8220.02  | 9 572         | 202              | 850        | 1 350         | 19,0                       |
| Iveco 190-20T TurboTech - Export tracteur semi-remorques                   | 1984 - 1993          | Fiat 8220.02  | 9 572         | 202              | 850        | 1 350         | 38,0                       |
| Iveco 180-26 - Italie train routier de 32t                                 | 1984 - 1993          | Fiat 8460.21  | 9 500         | 261              | 920        | 1 300         | 18,0 / 32,0                |
| Iveco 180-26 - Train routier 32/40 t selon pays                            | 1984 - 1993          | Fiat 8460.21  | 9 500         | 261              | 920        | 1 300         | 19,0 - 40,0                |
| Iveco 190-32 TurboTech                                                     | 1984 - 1993          | Fiat 8460.41  | 9 500         | 318              | 1 250      | 1 300         | 18,0/19,0/24,0             |
| Iveco 190-32T TurboTech tracteur semi-remorques                            | 1984 - 1993          | Fiat 8460.41  | 9 500         | 318              | 1 250      | 1 300         | 38,0/40,0/44,0             |
| Iveco 220/240-32T tracteur semi-remorques selon législation tracteur 6x2/2 | 1984 - 1993          | Fiat 8460.41  | 9 500         | 318              | 1 250      | 1 300         | 38,0/40,0/44,0             |
| Iveco 190-36 TurboTech porteur - train routier                             | 1984 - 1993          | Fiat 8210.42  | 13 798        | 360/377          | 1760       | 1 000         | 18,0/19,0/24,0 - 38,0/44,0 |
| Iveco 190-36T TurboTech tracteur semi-remorques                            | 1984 - 1993          | Fiat 8210.42  | 13 798        | 360/377          | 1760       | 1 000         | 38,0/40,0/44,0             |
| Iveco 220/240-36T tracteur semi-remorques selon législation tracteur 6x2/2 | 1984 - 1993          | Fiat 8210.42  | 13 798        | 360/377          | 1760       | 1 000         | 40,0/44,0/50,0             |
| Iveco 190-42 TurboStar Porteur - train routier                             | 1984 - 1990          | Fiat 8280.42  | 17 174        | 420              | 1900       | 1 250         | 18,0/19,0 - 38,0/44,0      |
| Iveco 190-42T TurboStar tracteur semi-remorques                            | 1984 - 1990          | Fiat 8280.42  | 17 174        | 420              | 1900       | 1 250         | 38,0/40,0/44,0             |
| Iveco 240-42T tracteur semi-remorques selon législation tracteur 6x2/2     | 1987 - 1990          | Fiat 8280.42  | 17 174        | 420              | 1900       | 1 250         | 40,0/44,0/50,0             |
| Iveco 190-48 Porteur - train routier                                       | 1989 - 1993          | Fiat 8280.42S | 17 174        | 480              | 2050       | 1 200         | 18,0/19,0 - 38,0/44,0      |
| Iveco 190-48T TurboStar tracteur semi-remorques                            | 1989 - 1993          | Fiat 8280.42S | 17 174        | 480              | 2050       | 1 200         | 38,0/40,0/44,0             |
| Iveco 240-48T tracteur semi-remorques selon législation tracteur 6x2/2     | 1989 - 1993          | Fiat 8280.42S | 17 174        | 480              | 2050       | 1 200         | 44,0/50,0                  |

## Productions étrangères
La gamme TurboTech a également été largement fabriquée dans d'autres pays où Iveco est présent avec des usines locales :

### Argentine
Iveco Argentina a fabriqué de 1992 à 1998, la gamme Iveco 190 Turbo sous deux variantes : 190.29 N/T et 190.33 N/T (N = porteur, T = tracteur). À partir de 1994, la cabine a repris les finitions de la gamme TurboTech italienne. La partie mécanique n'a subi aucune variation et est restée fidèle aux moteurs 6 cylindres en ligne Fiat 8210.02.A031 de 286 ch DIN à 2 200 tr/min et au couple extraordinaire de 1010 N m à seulement 900 tr/min, et au moteur Fiat 8210.22A171 taré à 334 ch DIN à 2 000 tr/min.
Ces véhicules disposaient d'un PTAC de 19 tonnes en porteur solo et 45 tonnes avec remorque ou semi-remorque.